# Дауш, Петер
Петер Дауш (нем. Peter Dausch, иногда Петрус; 25 ноября 1864, Эшбах, Рейнланд-Пфальц — 9 ноября 1944, Диллинген-ан-дер-Донау) — немецкий католический священник, профессор теологии в Мюнхене, Пассау и Диллингене; соавтор работы «Священное писание Нового Завета».

## Биография
Питер Дауш родился 25 ноября 1864 года в Эшбахе (в южном Пфальце) в семье фермеров. В 1885 году он окончил среднюю школу в Шпайере, а затем — до 1889 года — изучал философию или теологию в университете Людвига Максимилиана в Мюнхене. 27 марта 1889 года он стал иподиаконом в Шпайере, а уже 18 августа того же года — был рукоположен в священники епископом Иозефом Георгом фон Эрлером (Joseph Georg von Ehrler, 1833—1905). После этого молодому священнику был предоставлен отпуск для дальнейшего обучения в связи с явными научными способностями.
28 февраля 1891 Питер Дауш стал кандидатом богословия в мюнхенском университете, а 19 августа — получил разрешение своего епископа на переход в архиепархию Мюнхен-Фрайзинг. Дауш остался в столице Баварии и принял должность пастора — стал викарием в церкви Святого Каетана (Театинеркирхе). Кроме того, с апреля 1891 по февраль 1892 года, он работал преподавателем религии в школе, а с 1892 по июль 1899 — в королевской гимназии «Wilhelmsgymnasium München».
3 августа 1894 года Дауш стал доктором теологии, после чего — до 1899 — состоял приват-доцентом на богословском факультете Мюнхенского университета. Затем он перешел в качестве университетского профессора Нового Завета в Королевский лицей в Пассау; оставался здесь до 1903 года. Затем переехал в Диллинген-ан-дер-Донау, где стал преподавать в Королевском лицее, ставшим в 1923 году Диллингенской высшей философско-теологической школой (Philosophisch-Theologische Hochschule Dillingen). Являлся ректором данного учебного заведения с 1919 по 1923 год.
В 1917 году профессор Дауш был награжден Крестом короля Людвига (König Ludwig-Kreuz), а в 1923 — был назначен в епископальный Духовный Совет (Geistlicher Rat). 1 апреля 1930 года он вышел на пенсию, но остался в Диллингене в качестве почетного профессора. 11 ноября 1933 года Петер Дауш был среди более 900 ученых и преподавателей немецких университетов и вузов, подписавших «Заявление профессоров о поддержке Адольфа Гитлера и национал-социалистического государства». Скончался 9 ноября 1944 года в Диллингене-ан-дер-Донау, в возрасте 79 лет.

## Работы
Питер Дауш опубликовал несколько богословских книг и множество статей; наиболее известна его работа «Священное писание Нового Завета», опубликованная совместно с Йозефом Шикенбергером (Joseph Sickenberger, 1872—1945):
- Die Heilige Schrift des Neuen Testaments, 1923.
- Der Wunderzyklus / Dausch, Petrus. — Münster in W. : Aschendorffsche Verlh., 1923, 1. u. 2. Aufl.